# Cosmetinae
Cosmetinae zijn een onderfamilie van de Cosmetidae. De wetenschappelijke naam werd voor het eerst geldig gepubliceerd in 1839 door Koch.

## Taxonomie
De volgende geslachten worden bij de onderfamilie ingedeeld:
- Acantholibitia Mello-Leitão, 1928
- Acritas Sørensen, 1932
- Acromares Goodnight & Goodnight, 1942
- Ambatoiella Mello-Leitão, 1943
- Anduzeia González-Sponga, 1992
- Arucillus Silhary, 1971
- Bokwina Goodnight & Goodnight, 1947
- Boneta Goodnight & Goodnight, 1944
- Brachylibitia Mello-Leitão, 1941
- Calicynorta Goodnight & Goodnight, 1943
- Caracarana Roewer, 1956
- Caurimare González-Sponga, 1992
- Chinchipea Roewer, 1952
- Chirinosbius Roewer, 1952
- Chusgonobius Roewer, 1952
- Cocholla Roewer, 1927
- Colima Goodnight & Goodnight, 1945
- Corosalia González-Sponga, 1998
- Cosmetus Perty, 1833
- Cumbalia Roewer, 1963
- Cynorta Koch, 1839
- Cynortellana Roewer, 1923
- Cynortellina Roewer, 1915
- Cynortellula Roewer, 1925
- Cynortesta Roewer, 1947
- Cynortetta Roewer, 1947
- Cynortoides Roewer, 1912
- Cynortoperna Roewer, 1947
- Cynortoplus Roewer, 1925
- Cynortopyga Roewer, 1947
- Cynortosoma Roewer, 1947
- Cynortula Roewer, 1912
- Denticynorta Roewer, 1947
- Elleriana Kury, 2003
- Erginiperna Roewer, 1947
- Erginoides Pickard-Cambridge, 1904
- Erginulus Roewer, 1912
- Eucynorta Roewer, 1912
- Eucynortella Roewer, 1912
- Eucynortoides Roewer, 1912
- Eucynortula Roewer, 1912
- Eugnidia Roewer, 1947
- Eulibitia Roewer, 1912
- Eupoecilaema Roewer, 1917
- Ferkeria Roewer, 1947
- Flirtea Koch, 1839
- Forfexia González-Sponga, 1992
- Frizellia Mello-Leitão, 1941
- Gnidia Koch, 1839
- Guaricia González-Sponga, 1992
- Guatopia González-Sponga, 1992
- Gueroma Goodnight & Goodnight, 1942
- Heterovonones Roewer, 1912
- Holovonones Roewer, 1912
- Kevonones Chamberlin, 1925
- Libitia Simon, 1879
- Libitiella Roewer, 1947
- Libitiosoma Roewer, 1947
- Litoralia González-Sponga, 1992
- Maniapure González-Sponga, 1992
- Megarhaucus Mello-Leitão, 1941
- Messatana Strand, 1942
- Metacynorta Pickard-Cambridge, 1904
- Metacynortoides Roewer, 1912
- Metalibitia Roewer, 1912
- Metarhaucus Pickard-Cambridge, 1905
- Metavonones Pickard-Cambridge, 1904
- Metavononoides Roewer, 1927
- Meterginus Pickard-Cambridge, 1905
- Michella Goodnight & Goodnight, 1942
- Moselabius Roewer, 1956
- Namballeus Roewer, 1952
- Neocynorta Roewer, 1915
- Neorhaucus Pickard-Cambridge, 1905
- Oligovonones Caporiacco, 1951
- Opisthopristis Roewer, 1952
- Paecilaema Koch, 1839
- Paecilaemana Roewer, 1927
- Paracynorta Goodnight & Goodnight, 1942
- Paramessa Mello-Leitão, 1933
- Pararhauculus Roewer, 1933
- Paravonones Pickard-Cambridge, 1904
- Pebasia Roewer, 1947
- Pelechucia Roewer, 1947
- Peruana Özdikmen 2008
- Platycynorta Mello-Leitão, 1933
- Platymessa Mello-Leitão, 1941
- Poala Goodnight & Goodnight, 1942
- Poecilaemula Roewer, 1912
- Praelibitia Roewer, 1956
- Prasiana Strand, 1942
- Proerginus Roewer, 1917
- Prosontes Goodnight & Goodnight, 1945
- Puerilia González-Sponga, 1992
- Pygocynorta Roewer, 1925
- Reimoserius Roewer, 1947
- Rhaucoides Roewer, 1912
- Rhauculanus Roewer, 1927
- Rhauculus Roewer, 1927
- Rhaucus Simon, 1879
- Socotabius Roewer, 1957
- Sphalerocynorta Mello-Leitão, 1933
- Spongaobaria Özdikmen 2008
- Syncynorta Roewer, 1947
- Szczurekia González-Sponga, 1992
- Tajumulcia Goodnight & Goodnight, 1947
- Tobotanus Roewer, 1957
- Trinimontius Silhavý, 1970
- Vononana Roewer, 1927
- Vononella Roewer, 1925
- Vonones Simon, 1879
- Vononesta Roewer, 1947
- Vononissus Roewer, 1956
- Vononoides Roewer, 1912
- Vononula Roewer, 1947
- Zaraxes Roewer, 1947